# Odense Fortællekreds
Odense Fortællekreds er en forening i Odense, som er stiftet i 1997. Foreningens formål er at samle folk om den mundtlige fortælling.
Foreningens medlemmer består både af aktive fortællere og tilhørere og arrangerer løbende fortællearrangementer og kurser i Mimeteatret.
Foreningens aktive fortællere øver i foreningens faste fortællecirkler: Tryllehammeren, Sindbaderne, Ratatosk samt Himmelstormerne; og deltager ofte både i frivillige og betalte arrangementer.
Blandt faste arrangementer som foreningen deltager i findes: Foreningens egne Lystløgneraftener samt Spoken Word Festival, Fynsmesterskabet i fortællerSLAM og fortælledystene mod Ry Fortællekreds, hvor det er op tilhørerene at kåre de bedste fortællere.